# Championnat de France de rugby à XV 1908-1909
Navigation
1907-1908 1909-1910

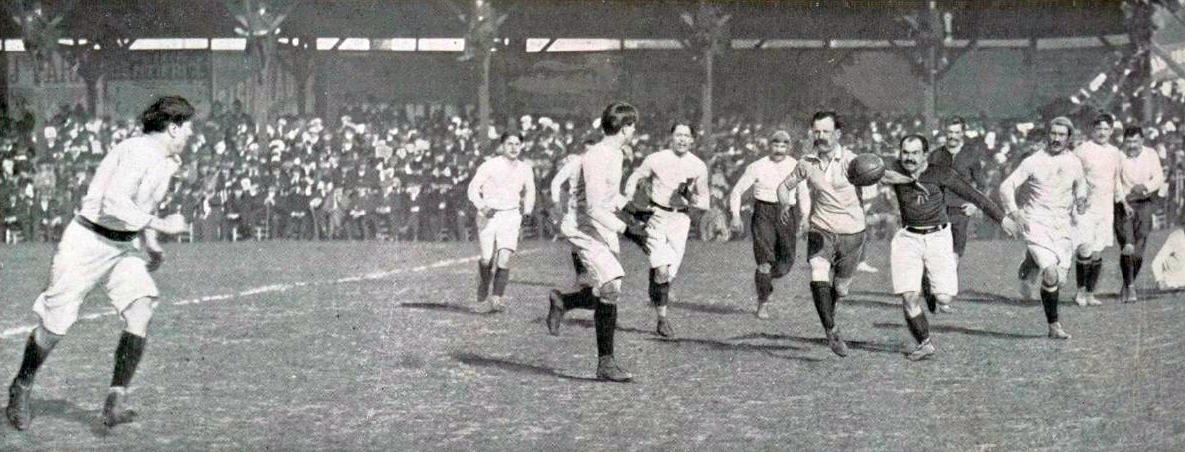
Marc Giacardy, sur le point d'être plaqué, passe le ballon à un de ses coéquipiers bordelais (Stade des Ponts Jumeaux).

Le championnat de France de rugby à XV de première division 1908-1909 est remporté par le Stade bordelais qui bat le Stade toulousain en finale.

## Premier tour
- CS Grenoble bat RC Chalon-sur-Sâone 8-0 à Lyon le 21 février
- Cognac bat Tours 14-0 à Cognac le 14 février
- Le Havre bat Chartres 20-8 au Havre le 21 février

## Quarts de finale
- FC Lyon bat CS Grenoble le 7 mars (score inconnu)
- Toulouse bat Le Havre 14-6 à Colombes le 28 février
- Bordeaux bat Cognac 16-3 ou 16-0[1] à Cognac le 28 février

## Demi-finales
- Toulouse bat FC Lyon 5-3 à Lyon le 14 mars
- Bordeaux bat Racing club de France 18-0 à Bordeaux le 14 mars

## Finale
| Équipes          | Stade bordelais - Stade toulousain |
| Score            | 17-0 (3-0) |
| Date             | 4 avril 1909 |
| Stade            | Stade des Ponts Jumeaux, Toulouse |
| Arbitre          | Jean Dewitt |
| Les équipes      | |
| Stade bordelais  | Augustin Hordebaigt, Marc Giacardy, Marcel Laffitte, Alphonse Massé, Hélier Thil, Robert Monier, Herman Droz, Robert Blanchard, Delaye, J.Tachoires, Maurice Leuvielle, Fernand Perrens, Maurice Bruneau, Hunter, Henri Martin                                      |
| Stade toulousain | Louis Ramondou, Jean Julien, Gaston Serisey, André Perrens, Octave Léry, Henri Avejean, Hector Tallavignes, Maurice Fouchou, Pierre Mounicq, François-Xavier Dutour, André Moulines, Adrien Bouey, Jean Laguionie, Auguste Fabregat, Augustin Pujol, Joseph Séverat |
| Points marqués   | |
| Stade bordelais  | 5 essais de Massé, Laffitte, Leuvielle (2), Thil 1 transformation de Delaye |
| Stade toulousain | |

## Sources
La Croix, 1909